# Rossini – oder die mörderische Frage, wer mit wem schlief
Rossini – oder die mörderische Frage, wer mit wem schlief ist eine deutsche Filmkomödie von Helmut Dietl und Patrick Süskind, die 1997 in Deutschland mit 3,2 Millionen Kinobesuchern zu den erfolgreichsten Filmen des Jahres gehörte.

## Handlung
In dem Münchner Restaurant „Rossini“ trifft sich die Medienszene der Stadt, darunter auch der Regisseur Uhu Zigeuner, der Produzent Oskar Reiter und der Dichter Bodo Kriegnitz.
Zigeuner und Reiter wollen unbedingt den Bestseller-Roman Die Loreley des überaus menschenscheuen Schriftstellers Jakob Windisch verfilmen, obwohl der Autor sich immer wieder dagegenstellt.
Die durch die Weigerung entstehenden Verzögerungen bringen vor allem den Produzenten Reiter in Schwierigkeiten, dessen Bank ihm den Geldhahn zudrehen und sogar seine Produktionsfirma übernehmen will.
Reiter selbst steht daneben noch im Konkurrenzkampf mit Kriegnitz um die schöne (und selbstsüchtige) Valerie, die es genießt, von den beiden umworben zu werden. Als ihr jedoch der unattraktive Arzt Dr. Gelber einen Heiratsantrag macht und ihr – in seiner unbeholfenen Art sehr romantisch – in einer Schatulle seinen gesamten Besitz schenken will, erkennt sie, dass es ihren beiden Verehrern, Reiter und Kriegnitz, nicht um sie selbst, sondern nur um deren persönlichen Wettstreit geht.
Außerdem tritt die sexhungrige Klatsch-Reporterin Charlotte nach und nach erfolglos Zigeuner und Reiter zu nahe und vergewaltigt am Ende Windisch, was diesen zutiefst verstört. Er wird durch seine heimliche Verehrerin, die Kellnerin Serafina, gerettet und nach Hause gebracht. Auch sie wird jedoch enttäuscht, als sie ihn verführen will und er sich vehement dagegen wehrt.
Wegen der geplanten Verfilmung strömen scharenweise mehr oder minder begabte Blondinen, die sich um die Rolle der Loreley bemühen, ins Produktionsstudio oder ins Restaurant, ohne jedoch auch nur annähernd beeindrucken zu können.
Ein hübsches Mädchen, das unter dem Namen Schneewittchen in Erscheinung tritt, setzt sich dagegen gekonnt in Szene und geht auch geschickter vor: Sie wirft sich jedem an den Hals, der ihr dabei behilflich sein könnte, die Rolle zu bekommen. Erst verschafft sie sich durch Rossini Zugang zum Restaurant, dann verdreht sie Zigeuner den Kopf und schließlich auch Reiter.

## Kritik
„Ein an der Schnittstelle von Komödie und Tragödie aufwendig und solide inszenierter Unterhaltungsfilm, der mit pointierten Dialogen und guten Darstellern das mal komisch-skurrile, mal bissig-makabre Bild einer Schickeria-Welt voller Eitelkeiten entwirft.“

„‚Rossini‘ steht nicht zuletzt durch seine überwältigende Filmsprache an der Spitze der deutschen Produktion. Dietls Eleganz der Inszenierung à la Lubitsch, die fließende Kameraarbeit von Gernot Roll, die unglaubliche Sorgfalt in Dekor […], Ausstattung, Kostümen, Farbgebung, Lichtsetzung und die offene Erzählstruktur ergeben ein Filmjuwel de Luxe.“

„Was als Gesellschaftssatire gedacht war, entpuppt sich als oberflächliche Komödie, bei der die guten Darsteller reine Staffage sind. Der angeblich von wahren Begebenheiten inspirierte Film versammelt sämtliche aus den deutschen Erfolgskomödien der letzten Jahre bekannten Gesichter und Motive, ohne dabei auch nur eine eigene Idee zu bieten. Ein (zwar brillant fotografierter) klischeehaft besetzter, gespielter und inszenierter Film, in dem ausgerechnet Veronica Ferres als Verkörperung der Lorelei zum Inbegriff männlicher Sehnsucht hochstilisiert wird. Kurz: Überflüssig, weil stinklangweilig.“

## Anspielungen und Motive
Der Film enthält zahlreiche Anspielungen auf reale Personen und Orte. Die Filmfigur des überaus scheuen Autors, gespielt von Joachim Król, der auch für viel Geld sein Buch nicht verfilmen lassen will, soll den Co-Drehbuchautor Patrick Süskind zum Vorbild haben. Bei dem Buch (im Film: „Loreley“) soll es sich in Wahrheit um seinen Bestseller Das Parfum handeln. Tatsächlich hatte Süskind jahrelang Angebote zur Verfilmung des Romans ausgeschlagen – erst 2006, fast 20 Jahre nach dessen Veröffentlichung, kam es dazu. Uhu Zigeuner spielt auf den Regisseur und Mitverfasser des Drehbuchs, Helmut Dietl, an, Oskar Reiter auf den Erfolgsproduzenten Bernd Eichinger und Bodo Kriegnitz auf den Dichter Wolf Wondratschek, aus dessen Gedicht Carmen der Untertitel „die mörderische Frage, wer mit wem schlief“ stammt. Die Geschichte der schönen, von Reiter und Kriegnitz begehrten Valerie, die schließlich Suizid begeht, beruht auf der realen Person der Filmeditorin Jane Seitz. Die Figur der Journalistin Charlotte Sanders ist der Filmkritikerin Ponkie nachempfunden. Das Restaurant „Rossini“ hat das Münchner Lokal „Romagna Antica“ zum Vorbild, das in Schwabing in der Elisabethstraße 52 unweit des Filmverlags der Autoren lag. Es wurde ab den 1970er Jahren von der Filmprominenz (unter anderem Rainer Werner Fassbinder) frequentiert. Dietl und Eichinger waren ab den 1980er Jahren dort Stammgäste.
Die Personen im Film werden als beziehungsunfähig und selbstsüchtig dargestellt. Ihre Eitelkeiten führen vor allem in Situationen der Schwäche und der Not zu komischen Szenen. Dauerhafte Beziehungen können so nicht zustande kommen, obwohl jede Figur ständig auf der Suche nach Bindung ist bzw. zu sein glaubt.

## Auszeichnungen
- 1996: Bayerischer Filmpreis
  - Regiepreis an Helmut Dietl
  - Darstellerpreis an Heiner Lauterbach
  - Darstellernachwuchspreis an Jan Josef Liefers
- 1997: Bambi an Heiner Lauterbach
- 1997: Ernst-Lubitsch-Preis
- 1997: Gilde-Filmpreis in Gold Bester Deutscher Film
- 1997: Deutscher Drehbuchpreis an Helmut Dietl und Patrick Süskind
- 1997: Deutscher Filmpreis
  - Beste Regie an Helmut Dietl
  - Bester Film
  - Beste Nebendarstellerin an Martina Gedeck
  - Beste Nachbearbeitung an Inez Regnier
- 1997: Goldene Leinwand